# برد ۳۵۰۵
سیارک ۳۵۰۵ (به انگلیسی: 3505 Byrd، نامگذاری:1983AM) سه هزار و پانصد و پنجمین سیارک کشف شده‌است که در ۹ ژانویه ۱۹۸۳ کشف شد.
قدر مطلق سیارک برابر ۱۱٫۷۰ است.